# 哥廷根县
哥廷根县（Landkreis Göttingen），又译格丁根县，是德国下萨克森州最南部的一个县，首府哥廷根。

## 市鎮
| - 巴特格倫德 - 巴特勞特貝格 - 巴特薩克薩 - 杜德施塔特 - 哥廷根 - 漢恩明登 - 哈茨山麓黑爾茨貝格 - 哈茨山麓奧斯特羅德 - 瓦爾肯里德 | - 阿德萊布森 - 博文登 - 弗里德蘭 - 格萊興 - 罗斯多夫 - 施陶芬貝格 - 比倫 - 德蘭斯費爾德 - 因德 - 尼默塔爾 - 謝登 | - 比爾斯豪森 - 博登塞 - 吉博爾德豪森 - 克雷贝克 - 奧伯恩費爾德 - 魯姆施普林格 - 羅爾斯豪森 - 呂德斯豪森 - 沃爾布蘭茨豪森 - 沃勒斯豪森 |